# Siegfried Tiebel
Siegfried Tiebel (* 27. Mai 1917 in Radeberg bei Dresden; † 9. September 2012) war ein deutscher Verwaltungsjurist und Ministerialbeamter.

## Leben
Tiebel leistete von 1937 bis 1945 Reichsarbeits- sowie Wehr- und Kriegsdienst. Von 1945 bis 1948 studierte er Rechtswissenschaften und arbeitete danach bis 1952 als Gerichtsreferendar am Land- und Oberlandesgericht Düsseldorf. 1952 (während des Vorbereitungsdienstes) war er als juristischer Hilfsarbeiter am Schulkollegium Düsseldorf tätig. 1954 wurde er dort Regierungsrat. Er begann 1956 als Referent im Kultusministerium NRW, wurde 1964 Ministerialrat, 1966 Leitender Ministerialrat und 1967 Ministerialdirigent.
Tiebel war von 1967 bis zu seiner Pensionierung (1982) Leiter der Abteilung für Schulgesetzgebung und Bildungsplanung im Kultusministerium des Landes Nordrhein-Westfalen (Schulministerium, jetzt: Ministerium für Schule und Weiterbildung).
Von ihm stammen zahlreiche Veröffentlichungen zu Fragen des Schulrechts. 

## Veröffentlichungen
- Siegfried Tiebel: Finanzierung der Ersatzschulen im Lande Nordrhein-Westfalen. Dt. Gemeindeverlag Köln 1962. Kommunale Schriften für Nordrhein-Westfalen Nr. 8.
- Siegfried Tiebel: Schulverwaltungsgesetz und Schulfinanzgesetz NRW. Dt. Gemeindeverlag Köln 1960. Kommunale Schriften für Nordrhein-Westfalen Nr. 3.
- Siegfried Tiebel: Schulrechtliche Vorschriften NRW. Dt. Gemeindeverlag Köln 1968. 4. Neubearb. Auflage 1981. ISBN 3-555-30127-6
- Siegfried Tiebel und Peter Mombaur: Die Schulmitwirkung in Nordrhein-Westfalen. Kommentar. Dt. Gemeindeverlag Köln 1978. 3. Aufl. 1983. ISBN 3-555-30202-7.